# Diapauză

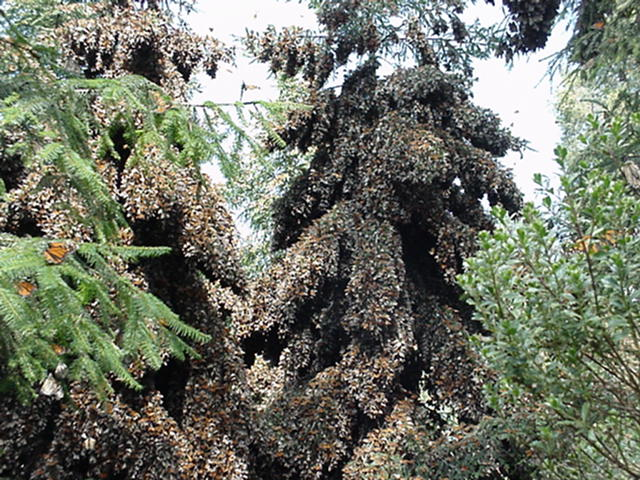
Fluturi monarh care iernează în diapauză se adună pe copaci oyamel (Abies religiosa). Un copac este complet acoperit de fluturi. Acești fluturi au fost localizați într-o rezervație de lângă Angangueo, Michoacán, Mexic

Diapauza (din greaca dia = prin și latina pausa =  încetare, repaus, pauză) este o perioadă de sistare sau reducere sezonieră a proceselor de creștere sau dezvoltare pe o anumită perioadă de timp a unui organism nevertebrat aflat într-un stadiu oarecare al ciclului vital, care este indusă de factori nefavorabili de mediu, pentru a trece peste condițiile neprielnice de viață.  Deși mai frecventă la insecte, diapauza nu este limitată la acest grup de nevertebrate, ci se întâlnește și la acarieni, crustacee, rotiferi, spongieri. Pe parcursul diapauzei metabolismul este încetinit la maximum. Diapauza poate afecta toate stadiile ciclului vital: oul recent depus, embrionul, larva, nimfa, adultul. Unele specii cu viață lungă se pot supune diapauzei ca adulți, dar pentru multe altele, oul reprezintă stadiul de diapauză. Diapauza poate avea durate variabile: de zile, sezoane, ani. Ea este declanșată de schimbările sezoniere nefavorabile ale mediului (temperaturi scăzute, de uscăciune, de inaniție sau de cantitatea de hrană disponibilă, de lipsă de vitamine, adesea de factori mai subtili, ca de exemplu lungimea zilei, adică de fotoperiodism) și este reglată de un ritm înnăscut; acest lucru permite animalului să supraviețuiască condițiilor de mediu nefavorabile, astfel încât urmașii să fie produși în condiții mai bune. Inducerea diapauzei este la majoritatea speciilor un răspuns la numărul absolut de zile lumină (numărul de ore cu lumină dintr-un ciclu de 24 de ore) mai degrabă decât diferența zilnică în lungimea zilei. Diapauza poate fi estivală (estivație), dacă intervine în cursul sezonului uscat, de vară, sau hibernală, dacă intervine în cursul sezonului rece. Ca exemplu unele insecte intră în diapauză la începutul iernii pentru a reveni la o viață activă primăvara, când vor da naștere la noi descendenți. Unele plante trec peste perioadele nefavorabile de viață prin fenomenul de diapauză sub formă de semințe (la graminee), muguri (la arbori), bulbi, tuberculi, spori ș.a. 